# Странствующий альбатрос
Странствующий альбатрос (лат. Diomedea exulans) —  вид крупных морских птиц из семейства альбатросовых (Diomedeidae). Странствующими называют также волнистых альбатросов (Diomedea irrorata). 
Странствующие альбатросы гнездятся на субантарктических островах: Южная Георгия, острова Крозе, Кергелен, острова Антиподов и Маккуори. Ареал этих птиц расположен циркумполярно в Южном океане. Они рекордсмены семейства по протяженности своих маршрутов.
Странствующий альбатрос (Diomedea exulans) занесён в Красную книгу МСОП в статусе "уязвимый вид".

## Внешний вид
Странствующий альбатрос — одна из самых крупных летающих птиц — тело у неё достигают длины 120 см, масса взрослой самки — 7—9 кг, самца до 11 кг. Эти птицы считаются обладателями одного из самым больших среди современных птиц размаха крыльев — до 325 см. Рекорд принадлежит старому самцу, пойманному в 1965 году у берегов Австралии — размах его крыльев составлял 3 метра 63 сантиметра. Крылья у этой птицы длинные и узкие. 
У взрослых особей оперение полностью белое, за исключением тонких чёрных каёмок на задней части крыльев. У этих птиц мощный клюв, а лапы имеют бледный розовый оттенок. Глаза, как правило, тёмно-коричневого цвета. Молодняк существенно отличается от взрослых по своему внешнему виду. У него бурое оперение, которое лишь со временем выцветает и превращается в белое. Последние остатки бурой окраски встречаются, как правило, в качестве полоски на груди.

## Полёт
Для парящего полёта он использует потоки обтекания волн. Сильные воздушные потоки, возникающие при взаимодействии морских волн и атмосферы, используются альбатросами для парения, поэтому они держатся на границах циклонов и предпочитают избегать штилевой погоды. В безветренные дни или при низкой температуре воздуха птица не поднимается высоко, обычно же она летает на высоте не выше 15 метров. В день альбатрос может пролететь до 1000 км, причем он способен лететь и против ветра.

## Образ жизни
Альбатрос одиночная птица, но гнездится колониями. Средняя продолжительность жизни составляет 10—30 лет, но в некоторых случаях может достигать 50 лет.

## Питание
Кормятся альбатросы чаще всего ночью. Их рацион состоит из рыбы, моллюсков и ракообразных, а также отбросов, оставляемых после себя траулерами и плавучими базами по переработке рыбы и морепродуктов. Альбатросы могут сопровождать корабли, находящиеся в тысячах километров от берега.

## Гнездование и размножение

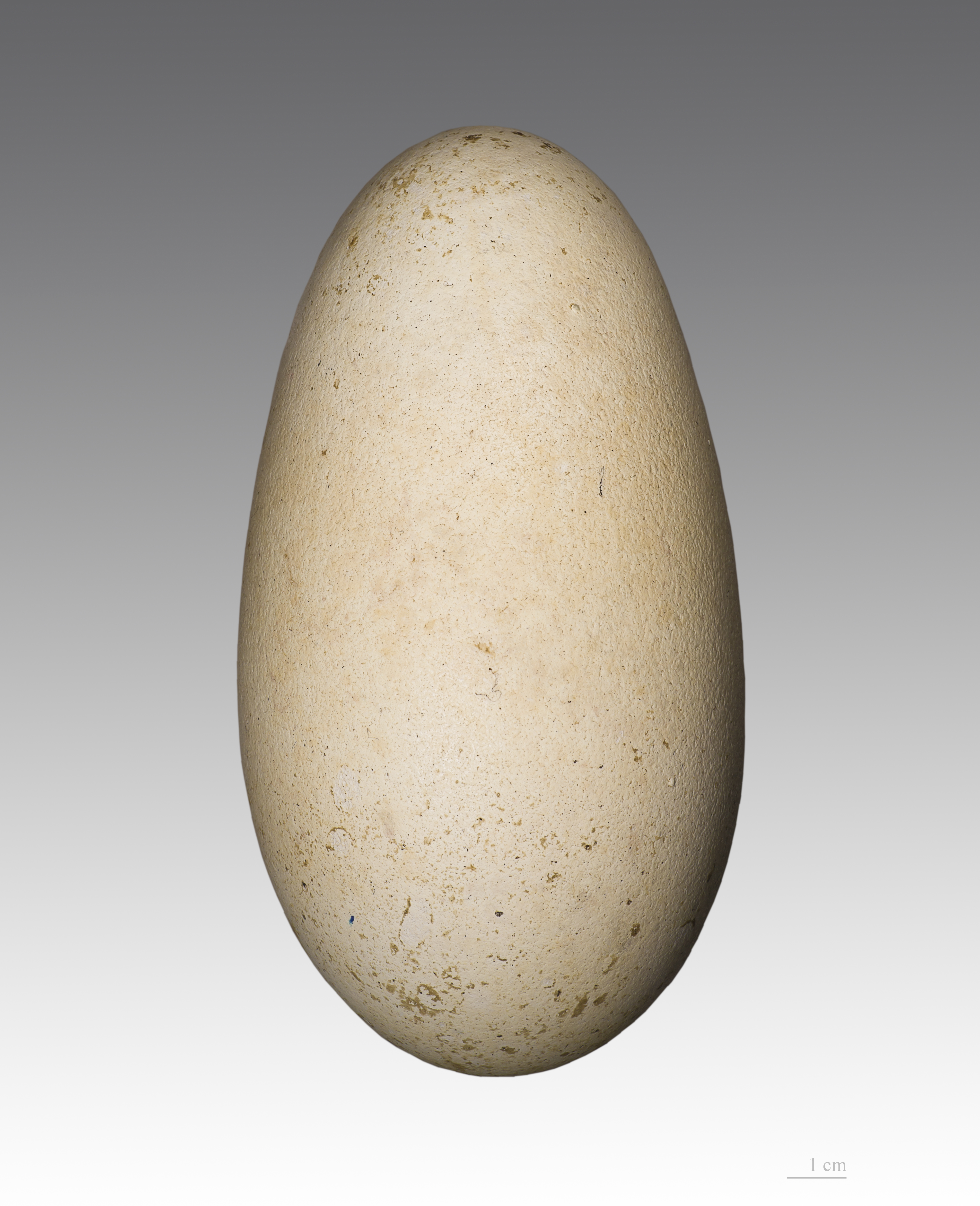
Яйцо Diomedea exulans

Странствующие альбатросы гнездятся колониями на всём протяжении Южного океана от островов Южной Георгии и Тристан-да-Кунья до Индийского океана и субантарктического пояса Новой Зеландии. Гнезда этих птиц располагаются на склонах, утёсах или на берегах пустынных островов, хорошо обдуваемых ветром местах, так как эти птицы не могут взлететь с земли и спрыгивают со скал для начала полёта или ловят порыв ветра. По этим же причинам альбатросы никогда не садятся на корабли. Во время периода размножения самцы и самки исполняют сложные и продолжительные брачные танцы, во время которых кланяются и трутся друг о друга клювами. С распростертыми крыльями они идут друг к другу и кульминацией является поднятие клювов к небу и испускание громкого крика.
Самец и самка вместе строят гнездо из травы, цветов и мха, либо используют старые гнёзда. Гнездо очень большое, около 1 метра в ширину и 30 см в глубину. Самка откладывает одно яйцо весом около 500 г. К сожалению, люди до сих пор часто разоряют гнёзда и собирают яйца альбатросов. Странствующий альбатрос насиживает свое единственное яйцо дольше всех птиц в мире: от 75 до 85 дней. При этом самец и самка сменяют друг друга каждые 2-3 недели. Французскими учёными было зафиксировано, что один из партнёров во время такой смены отлучился на поиски пищи на 35 дней. За это время он пролетел до Антарктиды и обратно и покрыл расстояние свыше 24 000 км. Во время инкубации эти птицы теряют в среднем 17% веса. Птенцы альбатросов развиваются очень медленно. Родители кормят птенца в течение всей зимы, первые 20 дней ежедневно, позже с бо́льшими перерывами, зато птенец получает больше пищи. В перерывах между кормлениями птенцы остаются одни, поэтому становятся лёгкой добычей для хищников, таких как чайка. Всего птенец находится в гнезде 8-9 месяцев, пока не научится летать. Родители заботятся о нем не меньше 275 дней. К моменту постановки на крыло птенцы набирают 16 кг и более, выходя таким образом на весовой предел для летающих птиц, но с началом самостоятельной жизни их вес быстро снижается до обычных для вида показателей. Выживает около 31,5% птенцов.
Насиживание и вскармливание отнимает у странствующего альбатроса столько времени, что гнездятся эти птиц в лучшем случае один раз в два года. Вот почему несмотря на большую продолжительность жизни, которая составляет 40-50 лет, каждый альбатрос выращивает очень мало птенцов. Гнездиться птицы начинают не раньше (а обычно позже) 7-8 лет. Нередко на поиск партнёра уходит до 15 лет. Альбатрос образует пару на всю жизнь, пока один из партнёров не погибает. Если в течение длительного времени у пары не появляются птенцы, она распадается в поисках других партнеров.

## Охрана вида
- Соглашение по сохранению альбатросов и буревестников

## Фотогалерея

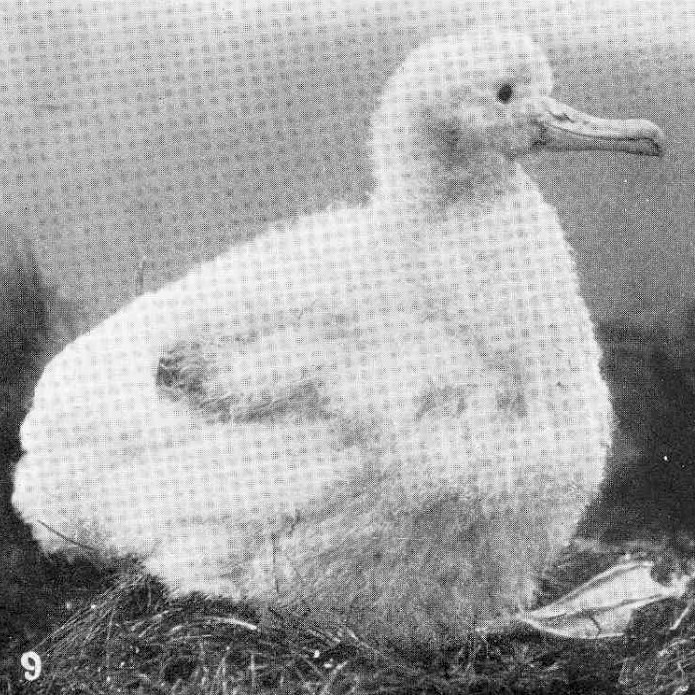
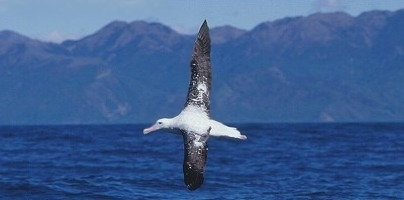
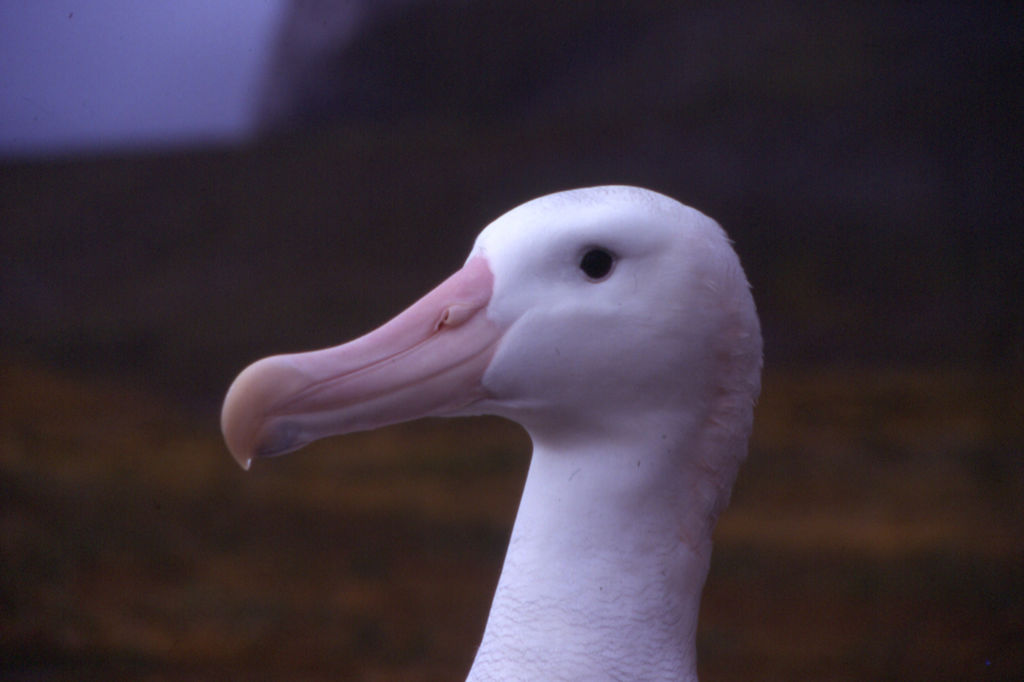
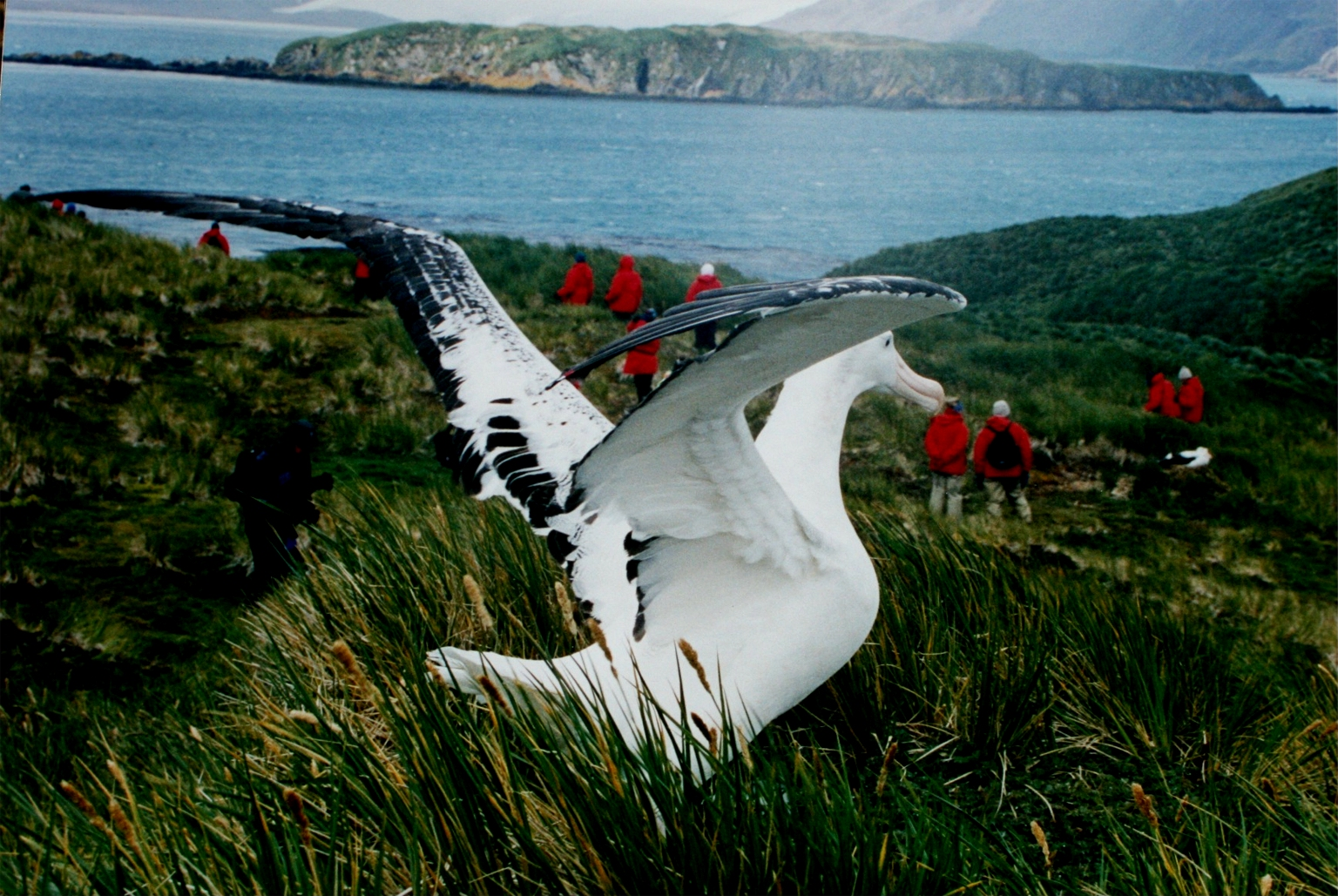
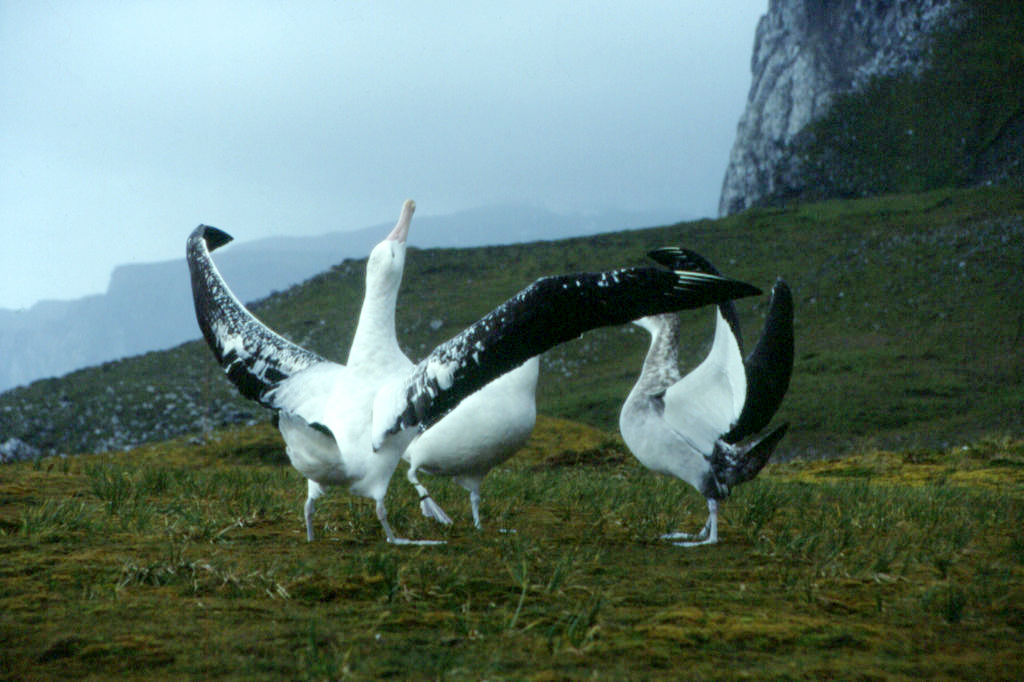